# Bonaduz
Bonaduz est une commune suisse du canton des Grisons, située dans la région d'Imboden.

Photo aérienne prise à 300 m par Walter Mittelholzer (1923)

## Hydrologie
Le Rhin antérieur et le Rhin postérieur ont leur confluent sur le territoire de Bonaduz.

## Galerie

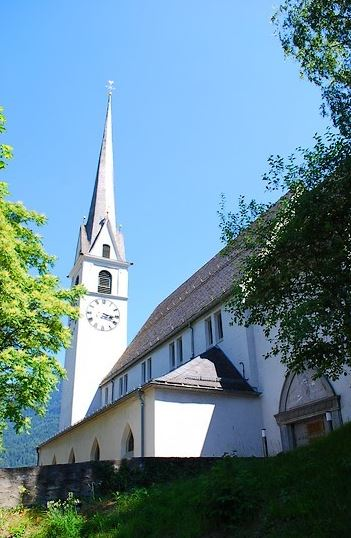
Bonaduz: photo extérieure de l'église catholique
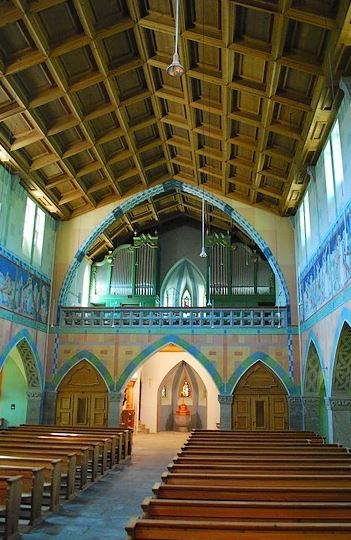
L'orgue Kuhn de l'église catholique de Bonaduz
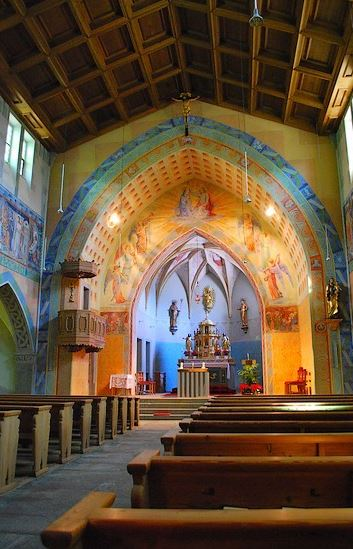
Photo intérieure de l'église catholique: Bonaduz